# Vrba špičatolistá
Vrba špičatolistá (Salix acutifolia) je dvoudomá dřevina, častěji do široka rostoucí keř než strom, která je v české přírodě nepůvodní druh a je považována za zdomácnělý neofyt. Je blízce příbuznou vrbě lýkovcové, za jejíž poddruh je někdy považována.
Do střední Evropy se pravděpodobně dostala vědomým lidským přičiněním ze západní Asie nebo z evropského východu či jihu. V Asii je původním druhem v ruské Sibiři, Střední Asii a Pákistánu i Kašmíru.

## Ekologie
V České republice a okolních státech se vysazují výhradně samčí jedinci, takže netvoří semena a samovolně se nešíří na nevyhrazená místa. Jinak se jako většina druhů rodu vrba lehce kříží a vytváří hybridy. Je rostlina světlomilná i teplomilná a vhodná pro lehké písčité, střední hlinité i těžké jílovité půdy, které jsou slabě kyselé až neutrální. Ploidie druhu je 2n = 38.

## Popis
Široce rozkladitý, středně hustý keř nebo strom 4 až 6 m vysoký s dlouhými, tenkými, na konci ohnutými a zřetelně stříbřitě ojíněnými větvemi, které jsou v mládí červenohnědé. Kořeny má husté a doširoka rozprostřené. Pupeny na větvích jsou lysé a červenavě hnědé, listové bývají asi 4 mm dlouhé a květní až dvojnásobně delší. Listy s asi 1 cm dlouhými řapíky mají čepele kopinaté až čárkovité, 5 až 15 cm dlouhé a 0,5 až 1 cm široké, jejích báze je klínovitá nebo zaoblená a vrchol dlouze zašpičatělý, po obvodě bývají jemně pilovité, oboustranně lysé, na lícní straně leskle tmavě zelené a na rubu mají našedlý voskovitý povlak. Palisty opadávající až současně s listy jsou kopinaté, pilovité a bývají dlouhé jako řapíky, s kterými srůstají. Listy se na podzim barví jasně žlutě a na stromě zůstávají dlouho do zimy.
Květenství jsou jehnědy s jednopohlavnými květy rostoucími z úžlabí celokrajných, úzkých listenú. Vyrůstají vzpřímené, jsou přisedlé, válcovitého tvaru, samčí jsou dlouhé asi 5 cm a štíhlejší samičí asi 3 cm. Samčí květy obsahují dvě dlouhé tyčinky s lysými nitkami a žlutými prašníky. Samičí mají stopkatý semeník složený ze dvou plodolistů a čnělku se dvěma bliznami. Květy vykvétají v březnu a dubnu, ještě před rašením listů a mají jednu žlázku produkující nektar. Opylovány jsou hlavně včelami a jiným hmyzem, velice málo větrem.
Plod je lysá tobolka otevírající se dvěma chlopněmi. Bývá dlouhá asi 4 mm a obsahuje drobná, kyjovitá, ochmýřená semena asi 0,4 mm velká.

## Rozmnožování
Může se množit výsevem semen, která si však udržují životnost jen velmi krátce, pro získání semen je nutno pěstovat samčí i samičí rostlinu. Spolehlivé je množení řízky z jednoletého, dobře vyzrálého dřeva sázenými v listopadu až únoru na chráněné záhony, nebo přímo na stanoviště, nejlépe pod mulč. Lze také vysazovat řízky z polovyzrálého dřeva v červenci a srpnu, je to však metoda méně spolehlivá.

## Význam
Je dřevinou, která dobře snáší vlhko až mokro a také spolehlivě odolává i déletrvajícímu suchu. Proto se vysazuje hlavně jako meliorační dřevina na písčitých březích řek, které zpevňuje hustými, široce rozloženými, 10 až 15 m dlouhými kořeny. Jsou vyšlechtěny i kultivary sloužící jako okrasné, nebo speciálně pro dlouhé pruty používané v košíkářství. Pyl i nektar květů je vítanou složkou jarní potravy včel i dalšího hmyzu. Vrba špičatolistá je pro svůj rychlý růst, nenáročnost na ošetřování a odolností vůči chorobám považována za perspektivní energetickou plodinu.

## Galerie

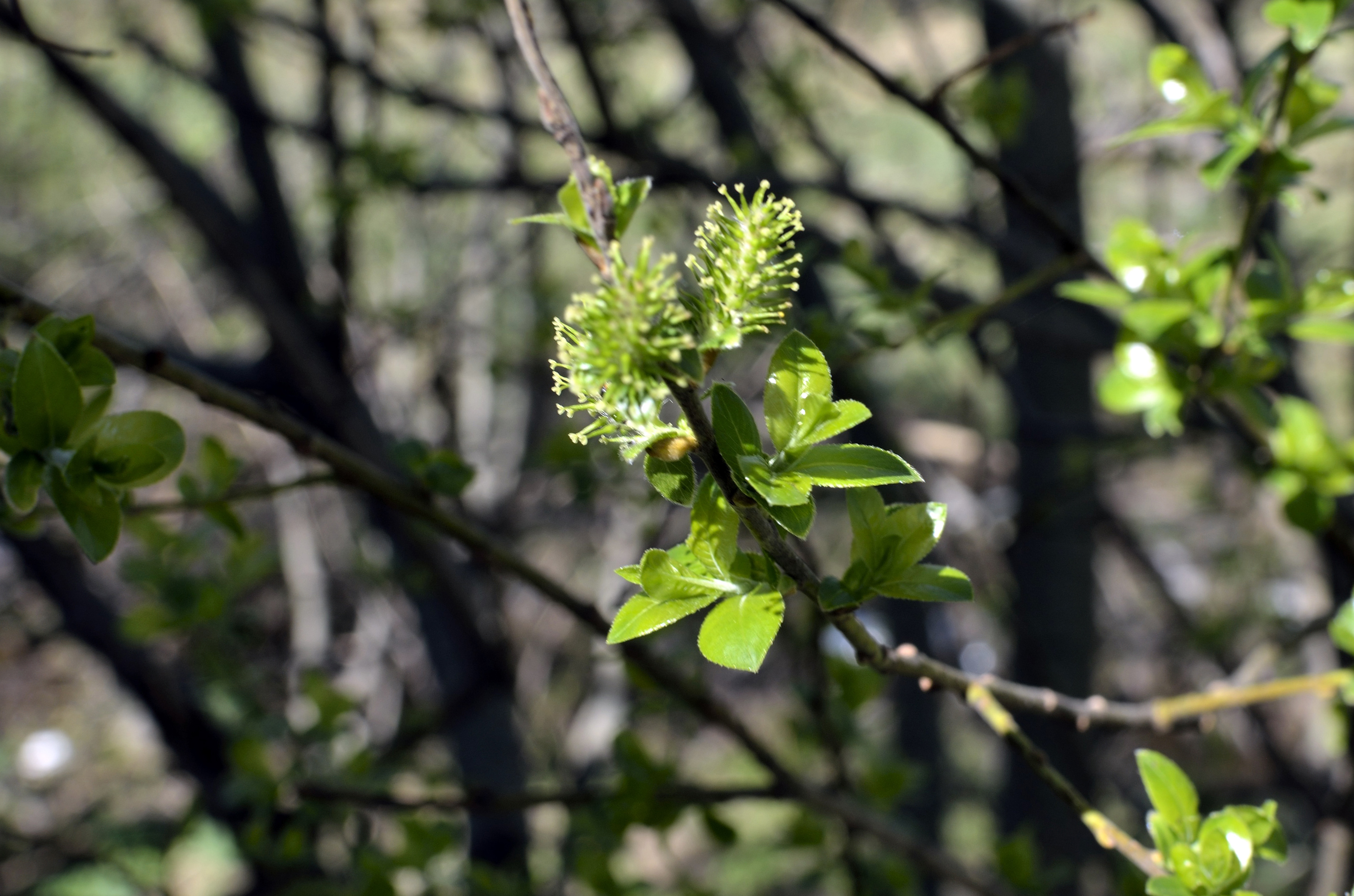
Listy
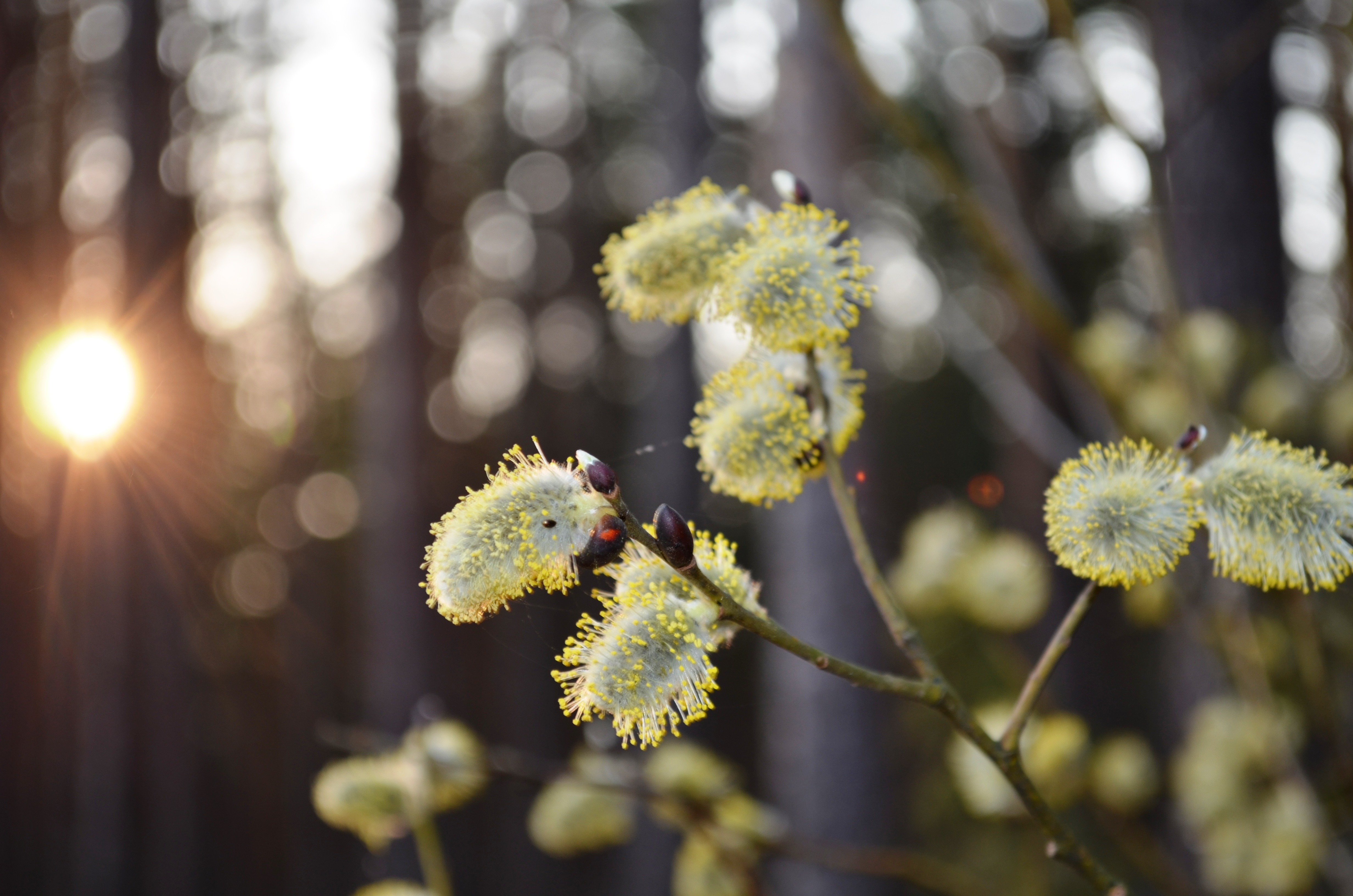
Samčí květenství
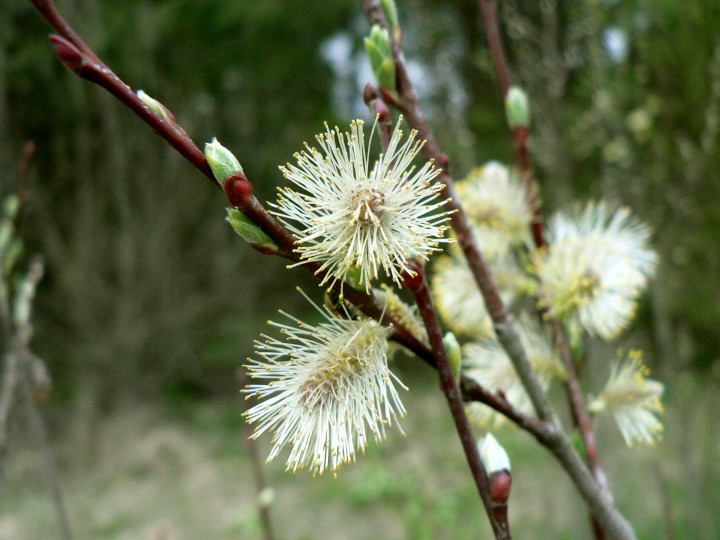
Samičí květenství